# 王树元
王树元（1932年8月11日—2016年5月26日），河北保定人，中国剧作家，毕业于中央戏剧学院导演系。

## 生平
2016年5月26日逝世。

## 主要作品
电视剧《末代皇帝》编剧